# Жан-Пиер Белтоаз
Жан-Пиер Жорж Морис Белтоаз е бивш състезател по мотоциклетизъм и автомобилен състезател от Франция, участник във Формула 1.
Белтоаз печели 11 национални титли по мотоциклетизъм за три години. Той се състезава в международна Голяма награда на мотоциклетен шампионат от 1962 до 1964 г. в класове 50, 125 и 250 см3. Най-доброто му класиране е шесто място през 1964 г. в клас 50 см3.

## Формула 1
През 1967 г. дебютира във Формула 1 за Голямата награда на Монако. През 1968 г. прави страхотно състезание и завършва втори в Голямата награда на Нидерландия. През 1969 г. е нает от Кен Тирел и дебютира за отбора на Матра, където кара заедно с Джеки Стюарт. Завършва на второ място в Голямата награда на Франция. През 1972 г. той се присъединява към БРМ и спечели последната победа за този тим във Формула 1 Голямата награда на Монако при много силен дъжд. Той най-накрая се оттегля от Формула 1 в края на сезон 1974.